# John Neal
Pour les articles homonymes, voir Neal.
John Neal, né le 25 août 1793, Free Street, à Portland, dans le Massachusetts, aujourd'hui dans le Maine et mort le 20 juin 1876 dans la même ville, est un écrivain, critique littéraire et critique d'art américain, mais aussi un avocat des droits de la femme, un prohibitionniste, un avocat de la tempérance, un homme de loi accompli, un boxeur et un architecte.

## Biographie
Né dans une famille de Quakers, il va à l'école jusqu'à l'âge de douze ans, avant de commencer à travailler. Pendant neuf ans, il exerce divers métiers, notamment commis ou artiste de miniatures. Puis, en 1815, il entre à l'école de droit de Baltimore, dans le Maryland. Pour vivre, il écrit dans des périodiques locaux. Bientôt, il se tourne vers le roman et la poésie, publiant six romans et deux poèmes épiques (sous le nom de plume de « Jehu O'Cataract »), avant de partir pour l'Angleterre en 1824. 
Installé à Londres de 1824 à 1827, il travailla à faire connaître la littérature américaine en Europe et à la détacher de ses origines anglaises, à travers ses contributions au Blackwood's Magazine d'Édimbourg et son roman Frère Jonathon, ou les Nouveaux Anglais. Il écrit dans les colonnes du Blackwood des sujets sur la vie en Amérique, des critiques d'auteurs américains.
Après un court voyage à Paris, il rentre à Portland, malade, en 1827. À son arrivée, il est assez fraîchement accueilli, en raison de ses ouvrages, en particulier les Errata (1823), qui ont été jugés blessants par de nombreux compatriotes. Neal n'avait d'abord envisagé son retour à Portland que comme une visite. Cependant, devant une telle opposition, il décide de rester. Dans son autobiographie, Wandering Recollections of a Somewhat Busy Life (Souvenirs errants d'une vie quelque peu occupée), il écrit: « "Vraiment! Vraiment!" me dis-je, "s'ils prennent cette position, je resterai ici jusqu'à ce que je sois enraciné et enterré - enterré dans le cimetière si je ne peux l'être nulle part ailleurs". » À Portland, il reprend son métier d'avocat et fonde une revue qui a une durée de vie brève, The Yankee. Par ses travaux de critiques et ses encouragements personnels, il contribue à faire connaître nombre d'écrivains et d'artistes comme Edgar Allan Poe, Paul Akers ou Charles Codman.

## Quelques œuvres
- Keep Cool, 1817
- Battle of Niagara, 1818
- Goldau, or the Maniac Helper, 1818
- Otho, a Tragedy in Five Acts, 1819
- Logan, 1822
- Seventy-six, 1823
- Randolph, 1823
- Errata, 1823
- Brother Jonathon, or the New Englanders, 1825
- Rachel Dyer, 1828
- Authorship, a Tale, 1830
- The Down-Easters, 1833
- One Word More, 1854
- True Womanhood. A Tale, 1859
- Wandering Recollections of a Somewhat Busy Life, 1869
- Great Mysteries and Little Plagues, 1870
- Portland Illustrated, 1874